# Fregata orla
Fregata orla (Fregata aquila) – gatunek dużego ptaka z rodziny fregat (Fregatidae). Występuje endemicznie na wysepce Boatswain Bird Island (administracyjnie należącej do terytorium Wyspa Świętej Heleny, Wyspa Wniebowstąpienia i Tristan da Cunha). Narażony na wyginięcie.

## Taksonomia
Nazwę zgodną z zasadami nazewnictwa binominalnego ustalił Karol Linneusz w 1758 roku w 10. edycji Systema Naturae – nazwał ten gatunek Pelecanus Aquilus. Jako miejsce typowe wskazał Wyspę Wniebowstąpienia, jednak obecnie fregata orla już na niej nie występuje. Jest to gatunek monotypowy, jeden z pięciu przedstawicieli rodzaju Fregata.

## Morfologia
Długość ciała wynosi 89–96 cm, masa ciała koło 1250 g; rozpiętość skrzydeł wynosi 196–201 cm. Pozostałe wymiary podane w A manual of Philippine birds to: długość skrzydła 521–655 mm u samców, 582–678 mm u samic, długość dzioba wzdłuż górnej krawędzi (culmen) 109–132 mm u samców, długość ogona 355–376 mm u samców, 373–483 mm u samic, długość skoku u samca 18 mm, u samicy 25 mm.
Występuje wyraźny dymorfizm płciowy. Występują różnice w ubarwieniu między osobnikami tych samych płci. Zwykle u samca całe upierzenie czarne z zielonkawym połyskiem, w warunkach terenowych niemożliwy do odróżnienia od fregaty wielkiej (F. magnificens). U samicy zazwyczaj obroża i pas na piersi brązowe, a pozostała część upierzenia czarna. Istnieje forma jasna, samica ma wtedy białą pierś i jasne obwódki pokryw skrzydłowych, a także brązowy grzbiet; możliwe, że są to ptaki młode, gniazdujące jeszcze przed uzyskaniem szaty ostatecznej.

## Zasięg występowania
Fregata orla występuje endemicznie na wysepce Boatswain Bird Island, leżącej 250 m od północno-wschodniego wybrzeża Wyspy Wniebowstąpienia. Administracyjnie jest to część brytyjskiego terytorium zamorskiego Wyspa Świętej Heleny, Wyspa Wniebowstąpienia i Tristan da Cunha. Wysepka liczy około 3 ha powierzchni, cechuje ją stopniowane zbocze i płaska powierzchnia na szczycie. Jeszcze na początku XIX w. fregata orla gnieździła się na Wyspie Wniebowstąpienia.
Jako gatunek morski, ptaki zabłąkane odnotowywano w wielu miejscach poza koloniami lęgowymi. Zalatuje na zachodnie wybrzeża Afryki, na południe od Zatoki Gwinejskiej.
Inne miejsca występowania, gniazdowania lub obserwacji
Wpis o fregacie orlej znalazł się w książce A manual of Philippine birds z roku 1909. Ponadto jaja tego gatunku, opisane w Catalogue of the Collection of Birds' Eggs in the British Museum pochodzą z takich miejsc jak Barbuda, Malden Island, Wolf Island (Wenman Island) i Española (Galapagos), Nikumaroro, Wyspa Bożego Narodzenia i Honduras Brytyjski. W lipcu 2013 młodocianego osobnika odnotowano w Bowmore na wyspie Islay. Wcześniej, w 1953, skrajnie wyczerpanego osobnika znaleziono na wyspie Tiree. Pierwotnie osobnik ten został zidentyfikowany jako fregata wielka (Fregata magnificens), jednak ponowne badanie w 2002 pozwoliło zaklasyfikować go do Fregata aquila. Trzykrotnie tego ptaka stwierdzono w Karolinie Południowej. Nie podano, kiedy zaobserwowano go po raz pierwszy; po raz drugi ptaka (nie wyszczególniono, czy żył) znaleziono po sztormie na Sullivan’s Island, zaś po raz trzeci w roku 1910, kiedy wiatr wiał z północnego wschodu z prędkością 40–50 mil na godzinę (1 mila ≈ 1,85 km; prędkość 74–93 km/h), żywy osobnik obserwowany był w Mount Pleasant. Autor, Arthur T. Wayne wytłumaczył obecność tego ptaka u wybrzeży Karoliny Południowej cyklonami i silnymi sztormami.
Poza Hondurasem Brytyjskim i Barbudą, w rejonie Ameryki Środkowej fregata orla miała rzekomo gniazdować na Kubie. Gatunek, choć nadano mu nazwę naukową Fregata aquila, wciąż lokalnie nazywany był „Man-o-war bird”, co mogło odnosić się jednak do wszystkich fregat (jest to alternatywne określenie na fregaty w języku angielskim). W Muzeum Brytyjskim znajduje się skóra tego ptaka pozyskana na Cejlonie. Wymienionych miejsc nie potwierdza jako pewnych ani BirdLife International, ani autorzy Handbook of the Birds of the World.

## Pożywienie
Fregata orla żywi się rybami, w szczególności przedstawicielami ptaszorowatych – zwłaszcza z rodzajów Cypselurus, Hirundichthys i ptaszorami jaskółczymi (Exocoetus volitans). Prócz tego zjada młode żółwie zielone (Chelonia mydas) i pisklęta rybitwy czarnogrzbietej (Sterna fuscata). Kleptopasożytnictwo przypuszczalnie stosują jedynie samice, także młode.

## Lęgi

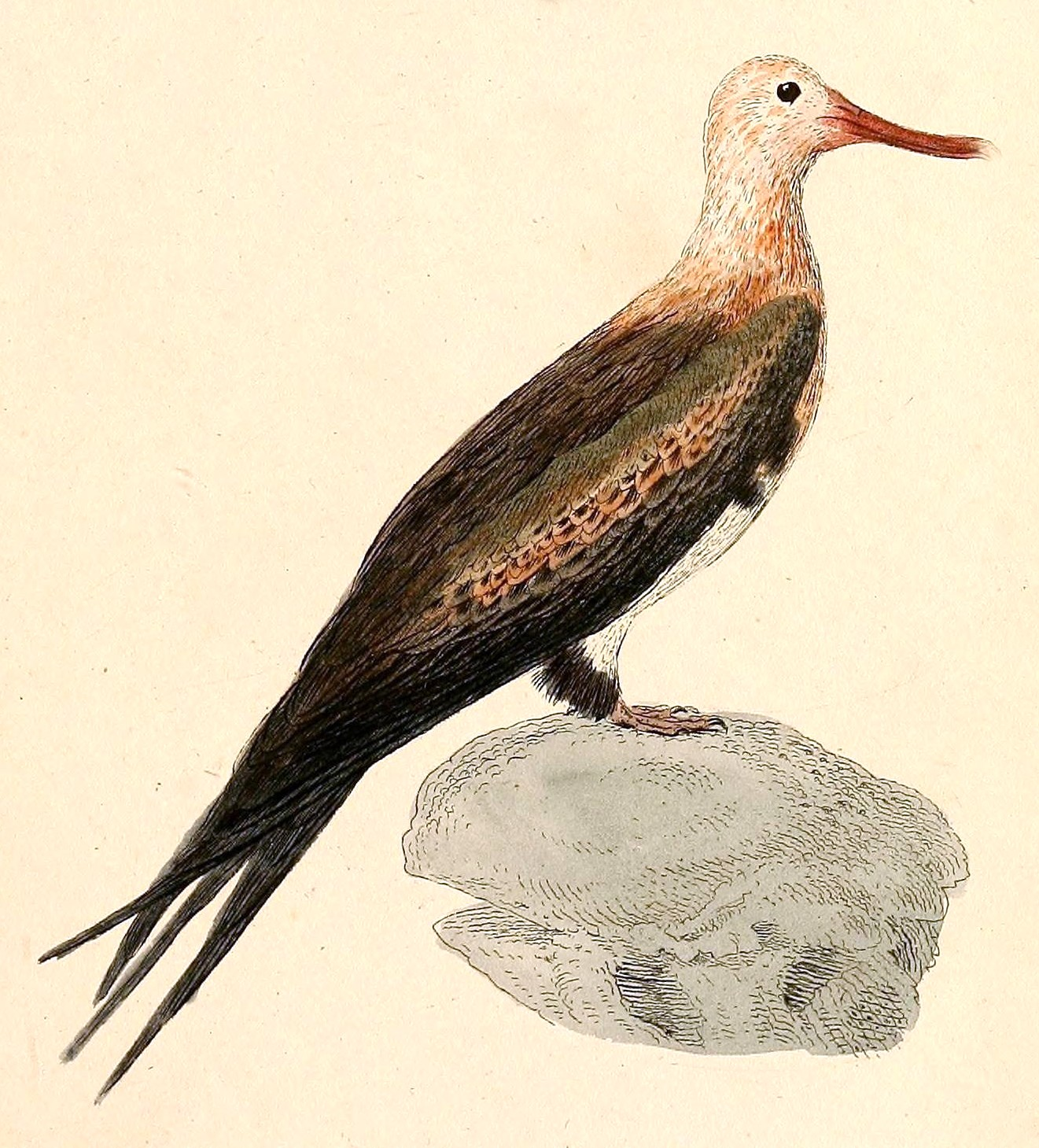
Ilustracja Heinricha von Kittlitz przedstawiająca osobnika młodocianego

Fregata aquila może gniazdować cały rok, jednak zwykle czyni to od kwietnia do listopada lub grudnia, najczęściej w listopadzie. Wyprowadza lęg co dwa lata przy dobrych warunkach. Gniazda mieszczą się głównie na ziemi w płaskiej części Boatswain Bird Island, tworząc luźną kolonię wśród kamieni i pokładów guana, ale mogą również być umiejscowione na klifie. Składa pojedyncze jajo o wymiarach około 59–72 na 41–50 mm. Inkubacja trwa 43–51 dni, najczęściej 44. Młode wykluwają się nagie, porastają potem białym puchem. Opierzają się po 6–7 miesiącach od wyklucia. Potem rodzice opiekują się młodym jeszcze 3–4 miesiące, możliwe, że dłużej. Pomyślnie wyprowadzane jest 15–20% lęgów. Nie jest znany wiek dojrzałości płciowej.

## Status zagrożenia
Przez IUCN gatunek od 2000 roku klasyfikowany jest jako narażony na wyginięcie (VU, Vulnerable). Wcześniej uznawany był za krytycznie zagrożony wyginięciem (CR, Critically Endangered). Boatswain Bird Island uznano za ostoję ptaków IBA. Populacja, oszacowana na podstawie liczebności z lat 2001–2002, wynosi przypuszczalnie około 17–21 tysięcy dojrzałych osobników.